# بیدر
بیدر
شهر بیدر (به انگلیسی: Bidar) با جمعیت ۲۴۱٫۲۳۳ نفر در ایالت کارناتاکا در کشور هند واقع شده‌است.

## نگارخانه

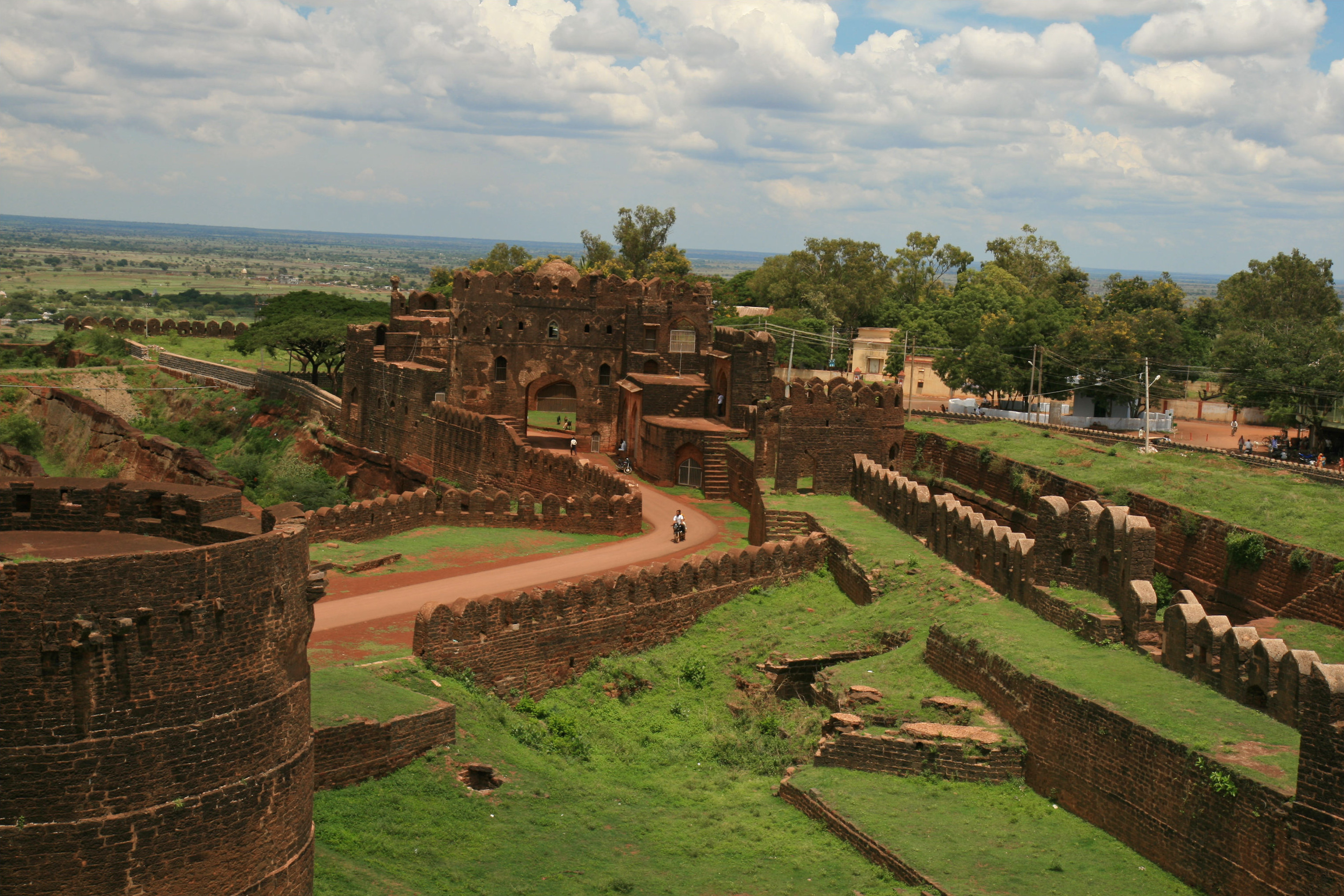
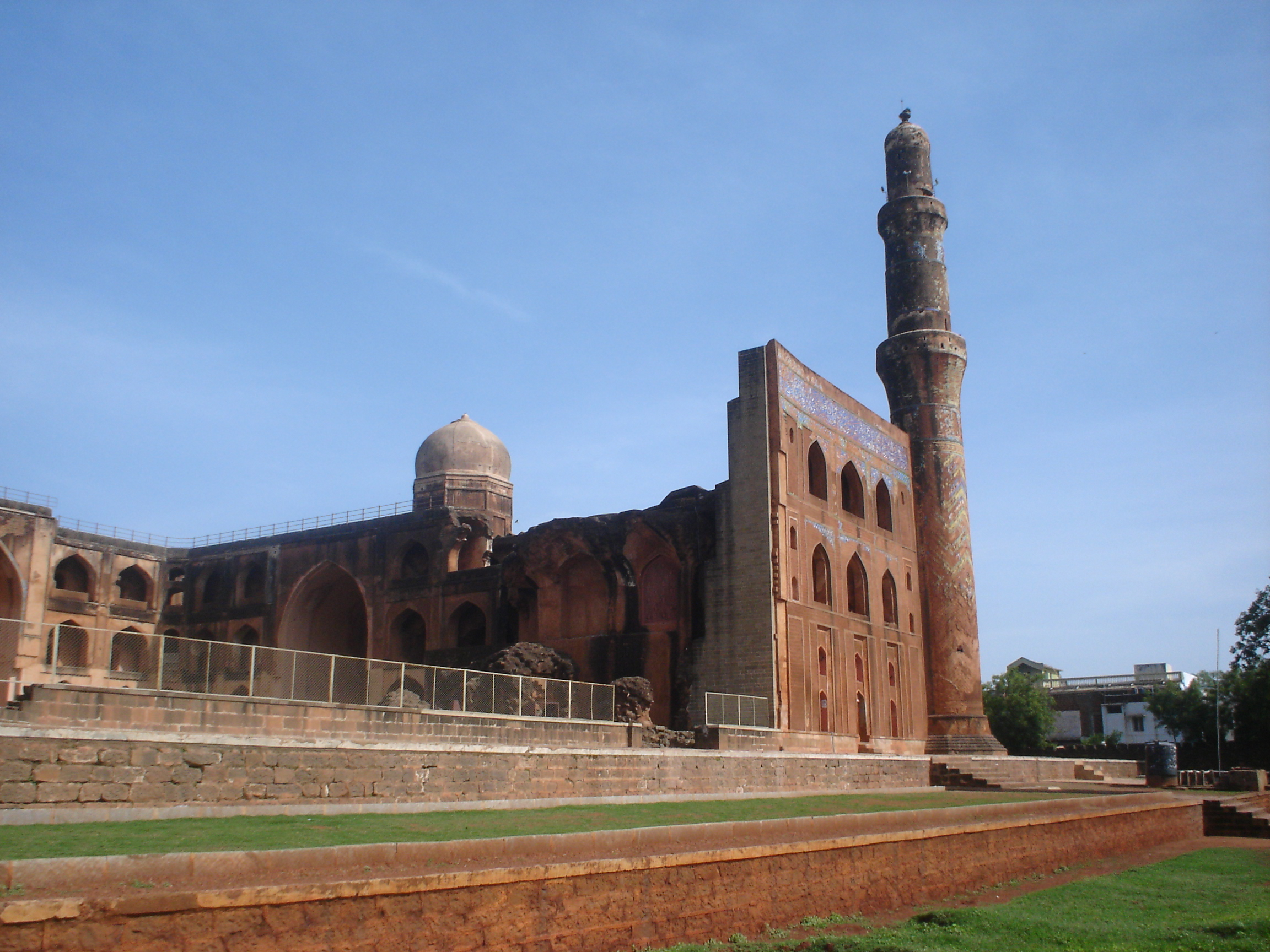